# EZL (交通卡)
EZL（韓語：이즐），2023年12月前稱為Cashbee（韓語：캐시비）是2010年12月由LocaMobility發行的儲值車票卡式電子貨幣。

## 介紹及歷史
為了整合Mybi卡、(釜山)Hanaro卡和現有的ebcard品牌，在LOCAMOBILITY進階型T-MOA交通卡上增加了樂天Members Mileage功能，於2010年12月上市。
由於該卡片和Hanaro卡是完全不同的T-MOA基礎，所以從2012年3月開始在7-Eleven舉行將Mybi卡、Hanaro卡和舊型ebcard無償更換爲cashbee的活動。同時從2012年4月開始停售Mybi卡及Hanaro卡，發行了以cashbee爲基礎的新型Mybi卡及Hanaro卡。
- 2010年12月20日：T-MOA增加樂天會員功能，Cashbee正式推出，原有的eb卡（朝鲜语：로카모빌리티）（T-MOA）停用。
- 2011年1月1日：龜尾市與金泉市市內巴士啟用Cashbee。
- 2011年3月10日：春川市市內巴士（朝鲜语：춘천시의 시내버스）啟用Cashbee。
- 2011年4月1日：忠清北道管轄市內巴士啟用Cashbee。
- 2011年5月21日：釜山、金海、梁山之間實施東南圈廣域換乘制，梁山市市內巴士（朝鲜语：양산시의 시내버스）啟用Cashbee。
- 2011年5月25日：KT用NFC實施Mobile Cashbee服務。
- 2011年8月16日：大邱廣域市（朝鲜语：대구광역시의 시내버스）、慶山市（朝鲜语：경산시의 시내버스）市內巴士與大邱都市鐵道啟用Cashbee[3]。
- 2011年9月16日：釜山-金海輕電鐵開通的同時啟用Cashbee。
- 2011年10月1日：旌善郡（朝鲜语：정선군의 농어촌버스）、平昌郡（朝鲜语：평창군의 농어촌버스）、洪川郡（朝鲜语：홍천군의 농어촌버스）農漁村巴士實施交通卡制度的同時啟用Cashbee。
- 2011年11月1日：原州市（朝鲜语：원주시의 시내버스）（包括橫城郡）市內巴士啟用Cashbee。
- 2011年12月：7-Eleven、樂天利、Angel-in-us（朝鲜语：엔제리너스）、樂天電影院（朝鲜语：롯데시네마）、Krispy Kreme、Natuur（朝鲜语：나뚜루）、樂天超市（朝鲜语：롯데슈퍼）、樂天世界、樂天瑪特啟用。
- 2012年2月10日：金海市（朝鲜语：김해시의 시내버스）市內巴士啟用Cashbee。
- 2012年3月1日：晉州市（朝鲜语：진주시의 시내버스）市內巴士啟用Cashbee。
- 2012年3月19日：樂天巨人Cashbee卡上市。
- 2012年4月1日：東南圈既有的卡片Mybi卡（朝鲜语：마이비카드）與Hanaro卡（朝鲜语：하나로카드）停止發行，並發行了基於Cashbee系統的新型Mybi卡與Hanaro卡。
- 2012年6月25日：珍島郡（朝鲜语：진도군의 농어촌버스）農漁村巴士實施交通卡制度的同時啟用Cashbee。
- 2012年7月1日：寧越郡（朝鲜语：영월군의 농어촌버스）農漁村巴士實施交通卡制度的同時啟用Cashbee。
- 2012年7月16日：SK電訊用NFC Mobile Cashbee實施發行後服務。
- 2012年8月1日：高興郡（朝鲜语：고흥군의 농어촌버스）農漁村巴士實施交通卡制度的同時啟用Cashbee。
- 2012年10月1日：束草市（朝鲜语：속초시의 시내버스）市內巴士、高城郡（朝鲜语：고성군의 농어촌버스）與襄陽郡（朝鲜语：양양군의 농어촌버스）農漁村巴士實施交通卡制度的同時啟用Cashbee。
- 2012年11月1日：韓亞航空推出提攜樂天會員Cashbee卡。
- 2013年1月28日：大眾交通安心卡「bee TOKEN」上市。
- 2013年2月1日：鐵原郡（朝鲜语：철원군의 농어촌버스）農漁村巴士實施交通卡制度的同時啟用Cashbee。
- 2013年7月1日：楊口郡（朝鲜语：양구군의 농어촌버스）農漁村巴士實施交通卡制度的同時啟用Cashbee。
- 2013年7月19日：光州廣域市與全羅南道之間實施互相廣域換乘制的同時，光州廣域市市內巴士（朝鲜语：광주광역시의 시내버스）與光州都市鐵道啟用Cashbee。
- 2013年8月1日：KT用NFC Mobile Cashbee實施發行後服務。自此，可與SK電訊一樣使用預裝現有的T-money applet的USIM卡使用Cashbee。
- 2013年11月1日：慶尚北道尚州市、聞慶市、榮州市市內巴士、醴泉郡農漁村巴士啟用Cashbee。
- 2013年12月1日：慶尚南道宜寧郡農漁村巴士實施交通卡制度的同時啟用Cashbee。
- 2013年12月24日：根據國土交通部的「One card, All pass」政策，全國互通的Cashbee與Cashbee Hi-pass（朝鲜语：하이패스）在釜山站舉行開通式的同時上市[4]。
- 2014年1月1日：江原道華川郡農漁村巴士實施交通卡制度的同時啟用Cashbee。
- 2014年1月6日：全羅南道求禮郡農漁村巴士實施交通卡制度的同時啟用Cashbee。
- 2014年3月1日：江原道麟蹄郡農漁村巴士實施交通卡制度的同時啟用Cashbee。
- 2014年3月1日：LG U+用NFC Mobile Cashbee實施發行後服務。
- 2014年8月25日：CU推出提攜單日券種Cashbee。
- 2014年12月24日：推出全國互換認證型新型Cashbee。Cashbee Hi-pass（朝鲜语：하이패스）卡開售。
- 2015年1月2日：韓國道路公社的高速公路通行費開放不屬全國互換型Cashbee支付[5]。
- 2015年2月17日：119生命電話Cashbee卡上市[6]。
- 2015年3月1日：慶尚北道永川市農漁村巴士啟用Cashbee。
- 2015年8月20日：全國互換Cashbee的單日券種型上市[7]。
- 2016年4月：CU Cashbee的全國互換認證型上市。
- 2016年10月19日：全國公眾電話機擴大使用Cashbee[8]。
- 2017年1月11日：女性家族部發行的搭載青少年證的Cashbee啟用。
- 2017年9月：Pop卡（朝鲜语：팝카드）Cashbee上市。
- 2018年5月31日：大田廣域市市內巴士與大田都市鐵道啟用國土交通證認證全國互換Cashbee。
- 2019年5月31日：大田廣域市市內巴士與大田都市鐵道啟用Mobile Cashbee與原有Cashbee（但不可使用eb卡、Mybi卡）。
- 2023年12月5日：運營公司及卡片名稱變更為EZL。

### 事故
2012年7月，在京畿道水原、慶尚南道昌原等Cashbee使用範圍地區（eb卡和Mibi使用地區），除cashbee以外的其他交通卡有部分無法使用。
2014年10月，SBS報道稱，在ebcard的系統中，和T-Money在事業初期所發生過的一樣的結算錯誤已經發生了一整年。

## 使用範圍

可以使用cashbee的地區

### 公共運輸
計程車:首爾、京畿、仁川、江陵、忠北、忠南、全北、釜山。
Cashbee的前身T-MOA和在濟州市發行的eb T-money同上。
T-MOA的前身舊式ebcard在cashbee上市後有部分地區（原州、大邱、金海等）已無法使用。
ebest card只能在京畿道的城市巴士上使用。

### 小額消費
可在全國7-Eleven、儂特利、Angel-in-us、Lotte Cinema、Krispy Kreme、Natuur(冰淇淋品牌)、Lotte Super、樂天世界、樂天百貨、Ministop、CU (超商)、GS25、emart24、StoryWay、其他個人便利商店、部分自動販賣機、南山1&3號隧道、首爾賽馬公園（驗票閘門）使用。
除不實行儲值車票制的軍威郡、英陽郡、盈德郡、青松郡和除了宜寧郡、咸安郡之外的慶尙南道慶南地區（居昌郡、高城郡、南海郡、山清郡、昌寧郡、河東郡、咸陽郡、陜川郡）和除了慶南高速以外的慶南地區市外公車不得使用，但可以用於購買火車票。

## 種類
- 普通卡：上市初期至2011年由7-eleven發放，2012年由樂天瑪特和Lotte Super發放，目前已不免費發放。現時與設計卡相同，售價爲2500韓元。
- 設計卡
- 手機卡：可將搭載了cashbee應用程式、或搭載交通卡型的USIM卡直接插入在手機上使用。以NFC專用的USIM卡上市。
- bee TOKEN
- cashbee 711
- CU cashbee
- 119生命號碼 cashbee
- 全國通用 cashbee
- cashbee Hi-pass
- KOREA PASS Pre-paid Card
- 樂天巨人cashbee卡
- cashbee青少年卡

### 免票交通卡
G-Pass優待用交通卡:發放給居住在京畿道（2009年5月1日）的65歲以上老人、殘疾人、國家有功者等。

### cashbee手錶式交通卡
手錶內裝上交通卡芯片，戴上手錶就能進行行動支付。從2016年開始販售全國通用類型。

## 儲值
- 首爾特別市、釜山廣域市、仁川廣域市、京畿道、天安、牙山等公車站售票亭
- 韓國首都圈電鐵、釜山都市鐵道、釜山-金海輕電鐵、光州都市鐵道車站內單程票販售及交通卡儲值機
- NH農協銀行、農畜協ATM[14]
- 新韓銀行、濟州銀行ATM（萬元單位）
- 友利銀行ATM（1萬韓元至1000韓元單位）
- 7-Eleven[15]、CU (超商)、Ministop、GS25、StoryWay、emart24、其他個人便利商店
- LOTTE Super大型超市
- 樂天集團樂天ATM（萬元單位）